# スプリングソング
スプリングソング（欧字名:Spring Song、2005年2月27日 - 2011年5月8日）は、日本の競走馬。主な勝ち鞍に2010年の京阪杯。
半妹に2011年のスプリンターズステークスなどGI競走2勝のカレンチャンがいる。
馬名の意味は、「春の歌」。

## 経歴

### 3歳時（2008年）
2008年2月2日、小倉競馬場第4競走の3歳新馬戦で中舘英二を鞍上にデビューし、1番人気に応えるデビュー勝ちを収める。その後、最も同馬に騎乗することになる池添謙一とのコンビで500万下条件、オープンの橘ステークスと連勝を飾った。NHKマイルカップでも池添とコンビを組み、9番人気という低評価ではあったが、この年にダービーを制するディープスカイの6着と健闘した。さらに、4ヶ月の休養を挟み参戦したセントウルステークスでも、武幸四郎を鞍上に、9番人気を覆すカノヤザクラの3着と好走。だが、中舘との再タッグで3番人気で挑んだ次走のペルセウスステークスは、ダートとの相性の悪さからか15着に3馬身差以上も離されシンガリ負けを喫した。この年はさらに使い込み3戦し、池添とのコンビで京洛ステークス勝利、京阪杯3着、阪神カップ4着と疲れを見せることなくいずれのレースでも良い成績を残した。

### 4-5歳時（2009 - 2010年）
2009年の始動戦はシルクロードステークスであったが、1番人気を大きく裏切る14着となってしまった。そこから初のGⅠ挑戦となる高松宮記念でも9着に敗れるものの、翌年、翌々年とこのレースを2連覇するキンシャサノキセキに先着している。だが、この後1年半以上を要する休養となる。
復帰戦は翌年の10月31日、長岡京ステークスであった。ここでは2番人気に支持されたが、長い休養期間をものともせず勝利。さらにその勢いのまま挑んだ京阪杯でも同様に2番人気での出走となるが、2着のケイアイアストンをハナ差退け優勝、初の重賞タイトルを掴んだ。

### 6歳時（2011年）
2011年はシルクロードステークスから始動するも、2番人気を裏切る7着に敗れる。阪急杯でも4着と凡走し、再び高松宮記念に挑むも、一昨年先着したキンシャサノキセキの7着に敗れる。その後、1番人気でオープン戦のオーストラリアトロフィーに出走するも、後にGⅢを3勝するパドトロワにクビ差屈して2着となった。
このレースから1ヶ月も経たない5月3日に疝痛を発症。治療を受けていたが、8日に病状（変位疝）が悪化して予後不良となり安楽死の措置が取られた。6歳没。この年のJRA賞最優秀短距離馬に輝くことになる半妹カレンチャンとの対決は叶わなかった。

## 競走成績
以下の内容は、netkeiba.comおよびJBISサーチに基づく。
| 競走日     | 競馬場 | 競走名          | 格       | 距離（馬場）  | 頭 数 | 枠 番 | 馬 番 | オッズ （人気） | 着順 | タイム （上り3F） | 着差 | 騎手      | 斤量 [kg] | 1着馬（2着馬）         | 馬体重 [kg] | 備考       |
| ---------- | ------ | --------------- | -------- | ------------- | ----- | ----- | ----- | --------------- | ---- | ----------------- | ---- | --------- | --------- | ---------------------- | ----------- | ---------- |
| 2008.02.02 | 小倉   | 3歳新馬         |          | 芝1200m（良） | 18    | 8     | 18    | 002.40（1人）   | 01着 | R1:09.7（35.8）   | -0.3 | 0中舘英二 | 56        | （サワヤカラスカル）   | 502         |            |
| 0000.04.05 | 阪神   | 3歳500万下      |          | 芝1600m（良） | 17    | 6     | 12    | 002.50（1人）   | 01着 | R1:35.4（35.6）   | -0.0 | 0池添謙一 | 56        | （アグネスミヌエット） | 506         |            |
| 0000.04.27 | 京都   | 橘S             | OP       | 芝1200m（良） | 13    | 3     | 3     | 002.40（1人）   | 01着 | R1:08.5（33.6）   | -0.2 | 0池添謙一 | 56        | （ミリオンウェーブ）   | 500         |            |
| 0000.05.11 | 東京   | NHKマイルC      | JpnI     | 芝1600m（稍） | 18    | 2     | 3     | 019.50（9人）   | 06着 | R1:35.5（35.5）   | -1.3 | 0池添謙一 | 57        | ディープスカイ         | 498         |            |
| 0000.09.14 | 阪神   | セントウルS     | GII      | 芝1200m（良） | 16    | 6     | 12    | 022.40（9人）   | 03着 | R1:07.7（34.2）   | -0.4 | 0武幸四郎 | 55        | カノヤザクラ           | 504         |            |
| 0000.10.11 | 東京   | ペルセウスS     | OP       | ダ1400m（良） | 16    | 8     | 15    | 012.50（3人）   | 16着 | R1:25.3（38.2）   | -2.6 | 0中舘英二 | 54        | バンブーエール         | 504         |            |
| 0000.11.08 | 京都   | 京洛S           | OP       | 芝1200m（稍） | 18    | 7     | 15    | 002.90（1人）   | 01着 | R1:07.8（33.5）   | -0.1 | 0池添謙一 | 55        | （ウエスタンダンサー） | 512         |            |
| 0000.11.29 | 京都   | 京阪杯          | GIII     | 芝1200m（良） | 18    | 3     | 6     | 004.10（2人）   | 03着 | R1:08.3（33.3）   | -0.2 | 0池添謙一 | 55        | ウエスタンダンサー     | 508         |            |
| 0000.12.21 | 阪神   | 阪神C           | JpnII    | 芝1400m（良） | 18    | 8     | 18    | 009.50（4人）   | 04着 | R1:21.7（35.5）   | -0.1 | 0池添謙一 | 56        | マルカフェニックス     | 504         |            |
| 2009.02.08 | 京都   | シルクロードS   | GIII     | 芝1200m（良） | 16    | 6     | 12    | 004.90（1人）   | 14着 | R1:09.6（35.6）   | -1.1 | 0池添謙一 | 57        | アーバンストリート     | 508         |            |
| 0000.03.29 | 中京   | 高松宮記念      | GI       | 芝1200m（良） | 18    | 8     | 17    | 042.1（11人）   | 09着 | R1:08.7（35.2）   | -0.7 | 0池添謙一 | 57        | ローレルゲレイロ       | 508         |            |
| 2010.10.31 | 京都   | 長岡京S         | 1600万下 | 芝1400m（稍） | 16    | 3     | 5     | 006.40（2人）   | 01着 | R1:21.7（35.6）   | -0.3 | 0池添謙一 | 57        | （リーチコンセンサス） | 530         |            |
| 0000.11.27 | 京都   | 京阪杯          | GIII     | 芝1200m（良） | 18    | 3     | 5     | 007.40（2人）   | 01着 | R1:08.0（33.9）   | -0.0 | 0池添謙一 | 56        | （ケイアイアストン）   | 520         |            |
| 2011.01.29 | 京都   | シルクロードS   | GIII     | 芝1200m（良） | 16    | 2     | 3     | 004.10（2人）   | 07着 | R1:08.7（33.7）   | -0.5 | 0池添謙一 | 57        | ジョーカプチーノ       | 520         |            |
| 0000.02.27 | 阪神   | 阪急杯          | GIII     | 芝1400m（良） | 16    | 6     | 12    | 008.20（3人）   | 04着 | R1:20.6（35.6）   | -0.5 | 0池添謙一 | 57        | サンカルロ             | 520         |            |
| 0000.03.27 | 阪神   | 高松宮記念      | GI       | 芝1200m（良） | 16    | 4     | 7     | 030.70（8人）   | 07着 | R1:08.5（33.4）   | -0.6 | 0池添謙一 | 57        | キンシャサノキセキ     | 518         | [ 注釈 1 ] |
| 0000.04.23 | 京都   | オーストラリアT | OP       | 芝1200m（不） | 18    | 4     | 8     | 004.10（1人）   | 02着 | R1:09.2（34.7）   | -0.0 | 0池添謙一 | 57        | パドトロワ             | 516         |            |

## 血統表
| スプリングソングの血統            | スプリングソングの血統               | スプリングソングの血統           | （血統表の出典）                 | （血統表の出典） |
| 父 サクラバクシンオー 1989 鹿毛   | 父の父サクラユタカオー 1982 栗毛     | *テスコボーイ Tesco Boy          | Princely Gift                    | Princely Gift    |
| 父 サクラバクシンオー 1989 鹿毛   | 父の父サクラユタカオー 1982 栗毛     | *テスコボーイ Tesco Boy          | Suncourt                         |                  |
| 父 サクラバクシンオー 1989 鹿毛   | 父の父サクラユタカオー 1982 栗毛     | アンジェリカ                     | *ネヴァービート                  | *ネヴァービート  |
| 父 サクラバクシンオー 1989 鹿毛   | 父の父サクラユタカオー 1982 栗毛     | アンジェリカ                     | スターハイネス                   |                  |
| 父 サクラバクシンオー 1989 鹿毛   | 父の母サクラハゴロモ 1984 鹿毛       | *ノーザンテースト Northern Taste | Northern Dancer                  | Northern Dancer  |
| 父 サクラバクシンオー 1989 鹿毛   | 父の母サクラハゴロモ 1984 鹿毛       | *ノーザンテースト Northern Taste | Lady Victoria                    |                  |
| 父 サクラバクシンオー 1989 鹿毛   | 父の母サクラハゴロモ 1984 鹿毛       | *クリアアンバー Clear Amber      | Ambiopoise                       | Ambiopoise       |
| 父 サクラバクシンオー 1989 鹿毛   | 父の母サクラハゴロモ 1984 鹿毛       | *クリアアンバー Clear Amber      | One Clear Call                   |                  |
| 母 スプリングチケット 1997 黒鹿毛 | 母の父*トニービン Tony Bin 1983 鹿毛 | *カンパラ Kampala                | Kalamoun                         | Kalamoun         |
| 母 スプリングチケット 1997 黒鹿毛 | 母の父*トニービン Tony Bin 1983 鹿毛 | *カンパラ Kampala                | State Pension                    |                  |
| 母 スプリングチケット 1997 黒鹿毛 | 母の父*トニービン Tony Bin 1983 鹿毛 | Severn Bridge                    | Hornbeam                         | Hornbeam         |
| 母 スプリングチケット 1997 黒鹿毛 | 母の父*トニービン Tony Bin 1983 鹿毛 | Severn Bridge                    | Priddy Fair                      |                  |
| 母 スプリングチケット 1997 黒鹿毛 | 母の母カズミハルコマ 1984 青鹿毛     | マルゼンスキー                   | Nijinsky                         | Nijinsky         |
| 母 スプリングチケット 1997 黒鹿毛 | 母の母カズミハルコマ 1984 青鹿毛     | マルゼンスキー                   | *シル                            |                  |
| 母 スプリングチケット 1997 黒鹿毛 | 母の母カズミハルコマ 1984 青鹿毛     | センシユータカラ                 | *ヴェンチア                      | *ヴェンチア      |
| 母 スプリングチケット 1997 黒鹿毛 | 母の母カズミハルコマ 1984 青鹿毛     | センシユータカラ                 | シヤダイウイング                 |                  |
| 母系(F-No.)                       | ブラックターキン系(FN:13-c)          | ブラックターキン系(FN:13-c)      | ブラックターキン系(FN:13-c)      | [ § 2 ]          |
| 5代内の近親交配                   | Northern Dancer 4×5 Hyperion 5×5     | Northern Dancer 4×5 Hyperion 5×5 | Northern Dancer 4×5 Hyperion 5×5 | [ § 3 ]          |
| 出典                              | 1. 2. 3.                             | 1. 2. 3.                         | 1. 2. 3.                         | 1. 2. 3.         |